# 朋斯克

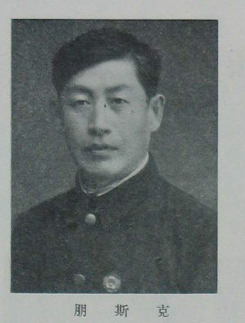

朋斯克（1905年6月—1991年10月25日），又名包凤岐、陈治忠、陈斯冷，内蒙古蒙古族，哲里木盟科尔沁左翼前旗（今彰武县大四家子乡）人，中华民国及中华人民共和国政治人物。

## 生平
朋斯克早年就读于郑家屯省立第四中学。1925年参加内蒙古人民革命党，并被派到莫斯科东方劳动者共产主义大学学习。1927年，他加入苏联共青团，1928年加入苏联共产党。1929年7月，毕业后按照中共驻共产国际代表团的指示，在内蒙古东部进行地下革命活动。1938年，他来到蒙古人民共和国，後在大镇压期间被指控“侵犯國境”關押八年。
1945年6月平反，8月随苏蒙联军进入呼伦贝尔地区从事翻译和情报工作。1945年底，他又到蒙古人民共和国。1946年6月回到中国参加工作，1946年11月加入中国共产党。内蒙古自治政府成立后，朋斯克历任内蒙古自治区公安部部长、交通部部长。1949年，朋斯克作为候补代表参加了中国人民政治协商会议第一届全体会议，并出席开国大典。
不久，他被调到中央人民政府民族事务委员会（1954年更名为中华人民共和国民族事务委员会）工作，历任中央民委办公厅副主任、翻译局局长，任职至1958年。朋斯克曾多次率中央访问团访问新疆、宁夏、内蒙古、广西、西藏等少数民族地区。他还受中央委派，率团将成吉思汗灵柩从青海塔尔寺迁回内蒙古伊克昭盟境内的成吉思汗陵。此后，他历任内蒙古自治区党委统战部副部长、内蒙古自治区政协副主席兼秘书长、内蒙古自治区人民委员会副主席等职务。文化大革命期间，他受到残酷迫害。1978年，他当选内蒙古自治区政协副主席。他还任第五届全国政协委员。1983年，朋斯克带头响应中央废除领导干部终身制的号召，主动辞去内蒙古自治区政协副主席职务。
1991年10月25日，朋斯克病逝于呼和浩特，终年86岁。